# Antoine Bonifaci
Antoine Bonifaci (Bezons, 1931. szeptember 4. – Villefranche-sur-Mer, 2021. december 29.) válogatott francia labdarúgó, középpályás.

## Pályafutása

### Klubcsapatban
1950 és 1954 között az OGC Nice labdarúgója volt, ahol három bajnoki címet és egy franciakupa-győzelmet szerzett a csapattal. 1955 és 1961 között Olaszországban játszott. 1954–55-ben az Internazinale, 1955 és 1957 között a Bologna, 1957 és 1960 között a Torino FC, 1960–61-ben a Vicenza játékosa volt. 1961-ben hazatért és a Stade Français csapatában játszott az 1963-as visszavonulásáig.

### A válogatottban
1951 és 1953 között 12 alkalommal szerepelt a francia válogatottban és két gólt szerzett.

## Sikerei, díjai
OGC Nice
- Francia bajnokság (Ligue 1)
  - bajnok (3): 1950–51, 1951–52, 1953–54
- Francia kupa (Coupe de France)
  - győztes: 1952